# New College of the Humanities
Das New College of the Humanities ist eine 2010 von A. C. Grayling gegründete Privatuniversität in London.
Die Gründung erfolgte durch Richard Dawkins und einige andere englische Professoren im Jahr 2010. 2019 wurde die Hochschule Teil der Northeastern University und erhielt den Namen NCH at Northeastern. 2022 erfolgte eine erneute Umbenennung in Northeastern University – London.
Für Studiengebühren in Höhe von 18.000 Pfund jährlich, werden den Studenten ähnlich dem Konzept der US-amerikanischen Liberal Arts Colleges mit geisteswissenschaftlicher Rundumbildung Einzeltutorien geboten. 
Die Leitung des College wird Grayling vorerst selbst übernehmen. Professoren sind neben Dawkins und Grayling Simon Blackburn, Partha Dasgupta, Ronald Dworkin, Lawrence Krauss, Steve Jones, Christopher Ricks und Adrian Zuckerman. Hinzu kommen als Gastprofessoren Niall Ferguson, David Cannadine, Linda Colley, Steven Pinker und Peter Singer.